# IBM
IBM (celým názvem International Business Machines Corporation) je americká mezinárodní technologická společnost s hlavním sídlem v Armonku ve státě New York v USA. Společnost dnes operuje ve více než 170 zemích světa. Korporace se původem rozvinula ze společnosti CTR = Computing – Tabulating – Recording a až v roce 1924 byla přejmenována na IBM.

## Základní informace
IBM vyrábí a uvádí na trh počítačový hardware, software (a middleware) včetně moderace a poradenských služeb v široké oblasti od počítačů až po nanotechnologie. Společnost se také zabývá rozsáhlým výzkumem, za což drží i rekord v oblasti vývoje v nejvyšším počtu patentů za 25 let. Některé z vynálezů z produkce IBM: bankomaty, osobní počítače, diskety, hard disky, kreditní karty, programovací jazyk SQL, čárový kód či DRAM paměť. Dominantou v 60. a 70. letech minulého století byl pak IBM mainframe, například System/360.
IBM několikrát upravilo své zaměření podle změn dynamicky fungujícího trhu. Tyto změny souvisely například s podílením se na výrobě tiskáren se společností Lexmark v roce 1991, s prodejem značky počítačů ThinkPad a serverů x86 firmě Lenovo a nákupem společností jako PwC Consulting (2002), SPSS (2009) a Weather Company (2016). Spolu s výše uvedeným vyhlásila společnost v roce 2014, že bude i nadále pokračovat v designu polovodičů, zároveň však přiznala, že ustoupí od produkce pro firmu Global Foundries.
S přezdívkou „Velká modrá (Big Blue)“ je IBM jednou ze 30 společností uvedených v indexu Dow Jones Industrial (někdy vzpomínány i ve zkratce DJIA) jako jedna z největších světových společností s téměř 380 000 zaměstnanci. Někteří z nich pod záštitou jména společnosti IBM získali ocenění světového významu jako: 5 Nobelových cen, 6 Turingových cen, 10 národních medailí v technologické oblasti a 5 národních medailí za vědu.

## Historie

### Vznik společnosti
Základ společnosti IBM se formoval postupně již od roku 1885, kdy Julius E. Pitrap patentoval výpočetní měřítko (computing scale). Další části budoucí společnosti vytvořili spolu s Alexandrem Deyem vývojem docházkového záznamníku (dial recorder) v roce 1888, Hermanem Hollerithem vynálezem elektronického sčítacího stroje a Willardem Bundym se svým časovačem v roce 1889. Spojili se poté dne 16. 06. 1911 pod Ch. R. Flintem pod další společnost jménem Computing-Tabulating-Recording (CTR) s hlavním sídlem v Endicottu, New York. Spojením do CTR se společnost rozrostla na 1300 zaměstnanců se sídly v Endicottu a Binghamton, NY; Daytonu, OH; Detroitu, MI; Washingtonu D. C. a v Torontu. Jejich výroba se zaměřila na produkci strojů od oblasti komerční výroby a průmyslových časovačů, kráječů masa a sýra až po oblast výroby tabulátorů a děrovacích štítků. Potom co v roce 1912 J. H. Patterson propustil T. J. Watsona, Sr. ze společnosti National Cash Register (NCR), požádal Watson Ch. R. Flinta o pomoc, na což mu Flint v roce 1914 nabídl místo generálního manažera CTR. Po 11 měsících a vyřešených soudních sporech s NCR byl Watson Sr. jmenován prezidentem společnosti CTR. Watson následovně aplikoval některé průkopnické praktiky J. H. Pattersona pocházející z NCR do společnosti Computing-Tabulating-Recording. Zavedl nová obchodní pravidla, jako například: nové prodejní strategie, upravení obchodníci v tmavých oblecích a obrovské zanícení k vytvoření nadšení a loajality vůči společnosti v srdci každého zaměstnance. Mantrou, a také oblíbeným sloganem „THINK“ způsobil Watson Sr. u svých zaměstnanců obrovský převrat. Už po prvních čtyřech letech vynesly obraty společnosti víc než 9 milionů dolarů a společnost se rozrostla nejen do Evropy, ale také do Jižní Ameriky, Asie a Austrálie. Watson se nikdy netajil tím, že pojmenování společnosti jako CTR mu přišlo neforemné a zbytečně komplikované, z důvodu psaní přes pomlčky, a tak v roce 1924 vymyslel nový název „International Business Machines“ neboli IBM. Do roku 1933 byla většina dceřiných společností spojena do jedné, s jménem IBM.
V roce 1937 tabulační systém IBM umožnil organizacím zpracovat do tehdy nepředstavitelné množství dat. Mezi klienty, kteří využili tento systém, patřila i vláda Spojených států. Ta poprvé využila systém pro zpracování dat u 26 miliónu zaměstnanců napříč USA, která šla v souladu s legislativou společenské bezpečnosti. Další v pořadí, kdo tento systém použil, byla Hitlerova Třetí říše prostřednictvím německé dceřiné společnosti Dehomag. V průběhu druhé světové války společnost vyprodukovala množství malých zbraní (M1 Carbine a BAR) jako odpověď na připojení amerických vojsk k západním evropským státům.

### Během 2. světové války

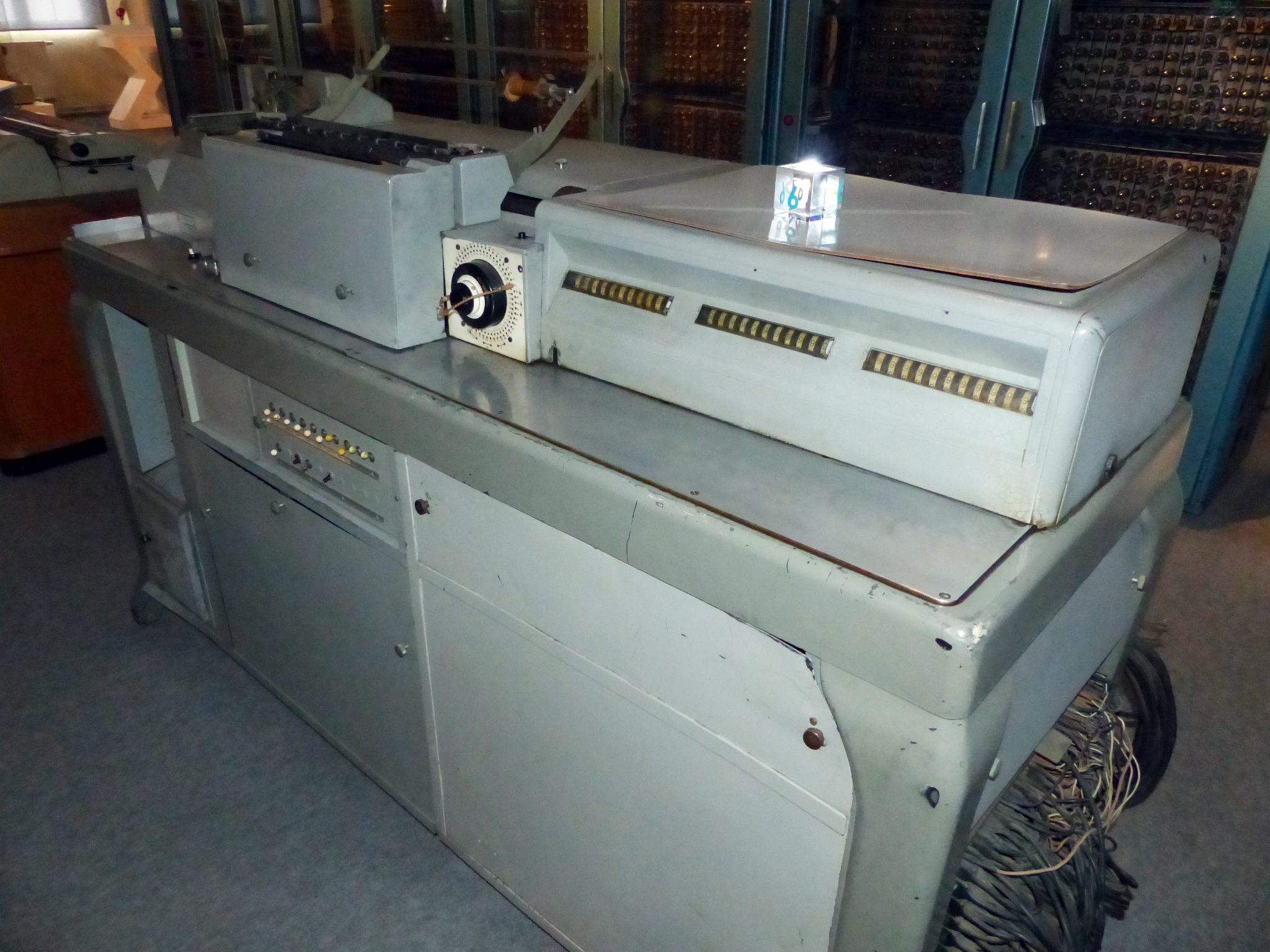
Automat D11 z německého závodu Dehomag, dceřiné společnosti IBM

Krátce po nástupu Hitlera k moci se nacistické Německo stalo druhým nejdůležitějším trhem pro IBM, hned po tom americkém. Registrační automaty IBM (modely Hollerith, ze závodu Dehomag) se postupně začaly používat v 78 koncentračních a vyhlazovacích táborech nacistického Německa. IBM spolu s nimi dodávala kompletní servis a jejich instalace v koncentračních táborech zahrnovala i „workflow“ přizpůsobený zvládnutí zpracování obrovského množství dat. Registrační stroje IBM byly licencovány (nebyly prodávány – po celou dobu války zůstaly majetkem IBM), obnášely servis od IBM v místě zákazníka, a byly upraveny „na klíč“ požadavkům Třetí říše, aby vyhovovaly tehdejší dokumentaci (tzv. Haftlingskartei – karty pro vězně internované v koncentračních táborech, dokumentace pro koordinaci transportů, formulářové karty ze sčítání obyvatel či pro účely rasového oddělení SS a další). Tehdejší ředitel IBM, Thomas J. Watson, několikrát navštívil Německo, několik měsíců po nástupu Hitlera zařídil finanční injekci Dehomagu, která vedla až k zakoupení pozemků u Berlína a zřízení první továrny IBM v Třetí říši. Dehomag v polovině 30. let nabízel nacistickému režimu pomoc v identifikaci „rasově nežádoucích“ obyvatel Třetí říše ze sčítání lidu z dubna 1933. V červenci 1937 se ředitel Watson v Berlíně osobně setkal s Adolfem Hitlerem, aby s ním u jednoho stolu vyjednal speciální smlouvy na dodání licencovaných registračních strojů od IBM. S vědomím o poměrech v Německu po roce 1933 (stupňující se rasové diskriminaci, již tehdy existujících koncentračních táborech pro odpůrce Hitlerova represívního režimu) a toho, k jakému účelu budou registrační stroje jeho firmy použity, koordinoval a dohlížel na jejich výrobu v pobočkách IBM v Evropě a po roce 1942 nechal své evropské pobočky porušovat tehdy vydaný americký výnos Trading With Enemy Act (of 1941) (zakazující obchodování s nepřítelem). Technologie IBM zásadně usnadnila a po technologické stránce byla rozhodujícím prvkem k umožnění nacistické genocidy v míře, v jaké se odehrála – bez ní by nebylo možné zpracovat takové množství osobních údajů v řádu stovek tisíců až milionů lidí. Podle rozhodnutí soudce: „Zdá se, že nelze vyloučit spoluúčast IBM v materiální a intelektuální asistenci při zločinech nacistů během druhé světové války prostřednictvím své ženevské pobočky, neboť je zde obrovské množství důkazů indikujících, že ženevská pobočka (IBM) si byla těchto činů vědoma a podporovala je.“ Ortel soudní žaloby, podané proti IBM hromadně z 40 zemí v únoru 2001, mimo jiné řekl: „Přesnost, rychlost a spolehlivost strojů IBM, zejména ve vztahu ke (zpracování) dat ze sčítání lidu, byly samy o sobě vychvalovány v publikacích Dehomagu. Nezdá se tedy nelogické dospět k závěru, že technická asistence IBM usnadnila úkony nacistů při páchání jejich zločinů proti lidskosti, činů též se týkajících účetnictví a třídění pomocí strojů poskytnutých a instalovaných od IBM.“ Pro IBM bylo legální provozovat obchodní činnost s Německem, dokud Amerika nevstoupila do války v prosinci 1941.

### Po 2. světové válce
V roce 1949 vytvořil Thomas Watson Sr. dceřinou společnost IBM World Trade Corporation, která se měla zaměřit na mezinárodní styky. Následně v roce 1952 po téměř 40 letech svého působení v křesle prezidenta společnosti Thomas Watson Sr. odstoupil a přenechal své místo synovi, Thomasovi Watsonovi Jr. V roce 1956 společnost poprvé uvedla příklad využití umělé inteligence. Její tehdejší vývojář, Arthur L. Samuel v laboratořích Poughkeepsie v státe New York demonstroval svou práci nejen na schopnosti IBM 704 hrát šachy, ale také učit se ze svých chyb. Rok poté, v roce 1957, byl představen programovací jazyk FORTRAN. V roce 1961 vyvinuli laboratoře IBM rezervační systém SABRE na základě požadavku klienta American Airlines a také představili velice úspěšný samo nastavitelný psací stroj. V r. 1963 se pracovníci IBM s NASA podíleli na sledování oběžného letu astronautů Mercury. Rok poté se hlavní centrála IBM přestěhovala z města New York do Armonku, NY. Druhou polovinu 60. let věnovala IBM dalšímu zkoumání vesmíru; podílela se na letech Gemini v r. 1965, Saturnu v r. 1966 na misi Lunar v r. 1969.
V 50. letech se zapojila do výroby sálových a od roku 1981 také osobních počítačů (IBM PC), které ji nově definovaly ve věku počítačů.
Dne 7. dubna 1964 představila společnost zbrusu nový komplex počítačů IBM Systém/360, který úplně změnil dosavadní fungování společností. Nárůst využití z původně malého do obrovského měřítka měl za příčinu modernizaci modelů s větší výpočetní schopností bez nutnosti přepsat samotný program. Z pomocí několik úprav se počítač v roce 1970 předělal na IBM System/370. Spojením obou počítačových domén IBM Systém/360 a IBM Systém/370 vytvořila IBM model, který byl využíván v průmyslu v období od 60. let až po začátek 80. let jako centrální počítač.
V roce 1974 vyvinul inženýr George L. Laurer jménem IBM univerzální čárový kód. IBM ve spojení se Světovou bankou v roce 1981 představilo možnost „financial swaps“[PH1], kterou symbolicky představili veřejnosti vzájemnou záměnnou dohodou. Průmyslový standard, kterým se stali osobní počítače IBM, byl představen v roce 1981.

### IBM PC

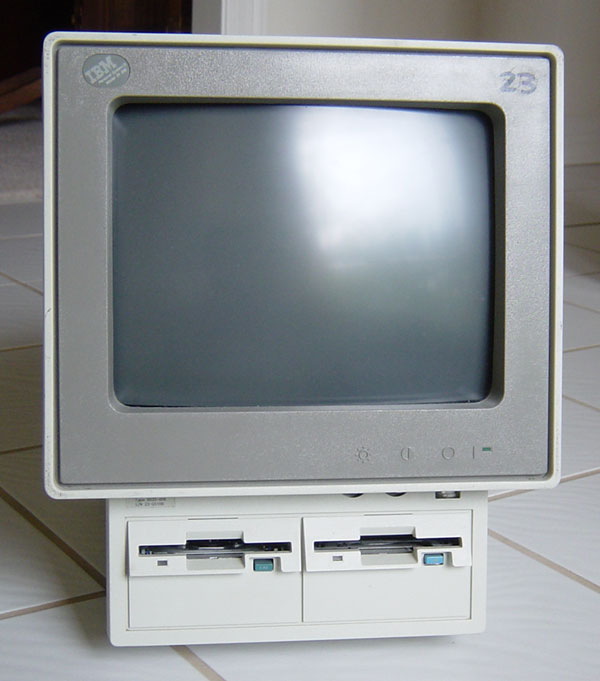
IBM Personal System/2 Model 25

Dne 12. srpna 1981 byly firmou IBM uvedeny na trh IBM PC (PC – Personal Computer) osobní počítače jako odpověď na úspěch firem Commodore, Atari, Apple a dalších. Počítače IBM PC se rychle staly nejrozšířenějším typem mikropočítače na trhu spotřební elektroniky, protože firma IBM zveřejnila zcela volně technickou dokumentaci a došlo k velmi rychlému rozvoji výroby laciných klonů, což byly identicky funkční počítače jiných výrobců.
Firma IBM chtěla licencovat BIOS počítače, ale tuto možnost záhy ztratila díky legálně provedenému reverznímu inženýrství, pomocí kterého mohl být do PC umístěn BIOS levnějších výrobců beze ztráty kompatibility (tj. možnosti bezproblémového provozování software).
Úspěch počítačů PC byl způsoben jejich nízkou cenou a vysokou mírou kompatibility i přes to, že z technického hlediska byl návrh PC jednoduchý až zastaralý, k dispozici byly pouze velmi nedokonalé operační systémy bez grafického uživatelského prostředí a též nedokonalé uživatelské programy.
Firma IBM přestala později IBM PC vyrábět, jedním z důvodů byl problém efektivně konkurovat asijským výrobcům.

### Konec 20. století
V roce 1991 IBM prodala část vyrábějící tiskárny společnosti Lexmark. O dva roky později v roce 1993 zažilo IBM šokující ekonomickou ztrátu 8 milionů dolarů, která byla v tom čase největší ztrátou v historii známé americké korporace. Jako reakci na tuto situaci přijala společnost výkonného ředitele z RJR Nabisco, aby navrátil společnosti její původní slávu. V roce 2002 získala IBM poradenské služby PricewaterhouseCoopers, jinak známé jako PwC a rok poté s její pomoci založila projekt, který upravil hodnoty společnosti. Ve jméně tohoto projektu držela IBM 3denní online diskuzi týkající se hlavních obchodních problémů s víc než 50 000 zaměstnanci. Výsledkem těchto diskuzí bylo vytvoření 3 hlavních hodnot společnosti:
1. Obětavost pro dosáhnutí úspěchu každého klienta.
2. Inovace, na které záleží – pro naši společnost a také pro celý svět.
3. Důvěra a osobní odpovědnost v každém vztahu.

### 21. století
Na přelomu století IBM postupně rozšířila své portfolio na počítačové komponenty a datová média, kde v několika ohledech posunula technologické hranice (miniaturizace, zvyšování kapacity apod.). V roce 2005 se společnost rozhodla prodat část své obchodní činnosti zabývající se výrobou osobních počítačů čínské technologické firmě Lenovo a 4 roky poté také práva pro softwarovou společnost SPSS Inc.
V roce 2008 IBM vyrobila fungující elektronickou paměť SRAM technologií 22 nm. Později, v roce 2009, získal výpočetní program Blue Gene Národní medaili za technologii a inovaci. Medaili udělil osobně americký prezident Barack Obama. V 2011 se společnost zasloužila o celosvětovou pozornost, když na herní show Jeopardy! představila svůj program umělé inteligence Watson, kde Watson vyhrál proti 2 šampionům, Kennovi Jenningsovi a Bradovi Rutterovi. Ve stejném roce oslavila společnost své 100. narozeniny, konkrétně 16. června. V r. 2012 společnost koupila Kenexu, rok poté SoftLayer Technologies – webovou doménu, v hodnotě téměř 2 miliard dolarů.
Ke konci dubna roku 2013 zveřejnila společnost film s názvem A Boy and His Atom. Zapsal se do historie jako první molekulární film.
V roce 2014 vydala společnost oficiální vyhlášení o prodeji serveru x86 společnosti Lenovo; kontrakt dosáhl hodnotu 2,1 miliard dolarů. Ve stejném roce uzavřela společnost mnoho partnerských kontraktů s korporacemi jako: Apple Inc., Twitter, Facebook, Tencent, Cisco, Under Armour, Box, Microsoft, VMware, CSC, Macy´s, Sesame workshop aj.
IBM v roce 2015 provedla 2 velké akvizice: Merge Healthcare v hodnotě 1 miliardy dolarů a digitální aktiva The Weather Company včetně Weather.com a Weather Channel mobilní aplikace. V 2016 získala IBM společnost Ustream, video konferenční služby a na základě toho navrhlo novou divizi Cloud, Cloud video. V dubnu téhož roku vykázala IBM nejnižší hranici kvartálních prodejů za 14 let. O měsíc později společnost Groupon obvinila IBM z porušení práv při tvorbě patentů jako reakci na obvinění, které podala IBM na Groupon ve stejném případě o 2 měsíce dřív. V současnosti se zaměřuje mj. na cloud computing.
V lednu 2019 IBM představila svůj první komerční kvantový počítač IBM Q System One.

## Značka IBM
Přezdívka IBM Big Blue souvisí s modře zbarveným logem a barevným schématem a také z důvodu používaní specifického dress kódu složeného z bílých košil a modrých sak, který se v minulosti v IBM uplatňoval. Logo společnosti prošlo mnoha změnami v průběhu let do současné podoby prvně navrhnuté v roce 1972 designerem Paulem Randem.
IBM v průběhu let vyvinulo značku vysoké kvality jako důsledek víc než 100letého fungování a marketingových kampaní. Od r. 1996 se IBM stala exkluzivním technologickým partnerem Masters Tournament, jednoho ze 4 hlavních šampionátů v profesionálním golfu. Masters Tournament společně s IBM vytvořilo Masters.org a také první aplikaci pro iPhone s živým streamem. V důsledku toho se generální ředitelka společnosti, Ginni Rometty, stala 3. ženskou členkou řídící skupiny Masters. IBM je také významným sponzorem profesionálního tenisu, podílející se na akcích jako U.S. Open, Wimbledon, Australian Open a French Open. Společnost také podporovala Olympijské hry mezi lety 1960–2000 a Národní fotbalovou ligu v rozmezí let 2003–2012.
V roce 2012 se hodnota značky IBM vyšplhala na sumu 75,5 miliard dolarů a byla označená společností Interbrand jako 2. nejlepší společnost na světe. Ve stejném roku byla společnost vyhlášena za nejlepší společnost pro leadery, druhou nejlepší společnost z hlediska ekologie ve Spojených státech a mnohé další. V roce 2015 byla magazínem Forbes vyhlášena jako 5. nejhodnotnější značka.

## Hlavní centrála a pobočky IBM
Hlavní centrála IBM sídlí ve městě Armonk, NY, v oblasti vzdálené asi 60 kilometrů severně od Manhattanu. Impozantní stavba hlavní budovy, známa jako CHQ, pokrývá plochu 26 300 m² a tvoří ji převážně sklo a kámen. Komplex se rozprostírá na 10 ha parcele uprostřed dřívějšího jablečného sadu, který společnost odkoupila v polovině 50. let 20. století. Krom hlavní budovy jsou v komplexu známé taky The North Castle office (Kanceláře Severního zámku), které tvořily hlavní centrálu IBM v dřívějších dobách a IBM Learning Centre (ILC), rezort představující hotel a tréninkové centrum s víc než 182 hotelovými pokoji a 31 konferenčními sály.
Do roku 2016 se IBM rozšířila do 174 krajin tvořící tzv. mobility centers v oblastech s nižším obratem na trhu a obrovské kampusy na trzích s větším obratem. Ve městě New York sídlí mnoho dalších známých poboček včetně divize IBM Watson v Astor Place na Manhattanu. Mimo New Yorku se kampusy kanceláří rozprostírají také v jiných částech Spojených států, např. Austin, TX; Research Triangle Park (Raleigh – Durham), NC; Rochester, MN a Silicon Valley, CA.
Nemovitosti, které IBM vlastní, jsou skutečně různorodé. Z mrakodrapů, ve kterých jsou umístěny jejich pobočky, jsou známé například 1250 René – Lévesque (Montreal, Canada), Tour Eqho (Paris, France), One Atlantic Center (Atlanta, GA, USA) či Pangu Plaza, 7. nejvyšší budova v Pekingu, která má přímý výhled na Pekingský národní stadion, který hostil i Letní olympijské hry v roce 2008. Z jiných známých budov jsou to například tyto: IBM Rome Software Lab (Řím, Itálie), the Hursley House (Winchester, UK), IBM Johannesburg (Johannesburg, Jižní Afrika) nebo IBM Hakozaki Facility (Tokyo, Japonsko). Industriální architektura a design, kterými se tyto budovy mohou pyšnit, jsou dílem autorů jako Eero Saarinen, Ludwig Mies van der Rohe a I. M. Pei. V roce 2005 byla společnost IBM oceněna Agenturou pro ochranu životního prostředí (EPA) jako jedno z 20 nejlepších pracovních míst z hlediska dojíždění, i když v roce 2004 byly vysloveny obavy týkající se znečišťování ovzduší v oblasti Endicottu, NY.

## IBM Česká republika
IBM Česká republika je název pobočky IBM v České republice. Sídlí v Praze na Chodově a jejím generálním ředitelem je od roku 2022 Fridrich Matejík.

## IBM Client Innovation centre Brno
Je název druhé pobočky společnosti IBM v České republice. Své působení zahájila rokem 2001, kdy prvně otevřela své služby i v rámci Jihomoravského kraje. Od té doby zaměstnává velice diverzifikovaný tým profesionálů z oblasti IT, kteří zde působí v oblasti outsoursingových služeb, síťových služeb a v neposlední řadě v oblasti podpory zákazníků, mezi které patří přední světové banky, telefonní operátoři ale i farmaceutické společnosti. V roce 2013 získalo centrum významné ocenění jako nejžádanější zaměstnavatel v Jihomoravském regionu. Poptávka byla tak obrovská, že se ve městě otevřela i druhá pobočka IBM v lokalitě Ponávka. V současné době za IBM Client Innovation Center Brno zodpovídá ředitel pobočky Zoltan Zerenyi.